# Доба панування деребеїв
Доба панування деребеїв — період в історії Османської імперії, що розпочався після спалаху Російсько-турецької війни 1768—1774 і відзначався різким послабленням центральної влади. Натомість значно посилився вплив напівсамостійних властителів — аянів та деребеїв. В болгарській історіографії для позначення періоду використовується назва «Кирджалійська доба» (від «кирджалі» — буквально «розбійник», проте часто цим словом позначали вже згаданих деребеїв).
Часові межі епохи є дискусійними. Щодо початку більшість дослідників сходиться — визнаючи ним події Російсько-турецької війни 1768—1774 (її початок або ж, як варіант, укладання Кючук-Кайнарджійського миру), а ось щодо завершення згоди немає — поворотним пунктом вважають і початок реформ Селіма III у 1789, і прихід до влади Махмуда II у 1808, і навіть видання Гюльханейського хат-і шеріфа у 1839, адже деребеї зберігали свій вплив аж до початку доби Танзимата, а найвідоміший з них, Мухаммед Алі зберігав свій вплив і в 1840-х та заснував власну династію володарів Єгипту.